# Tjärstads hembygdsförening
Tjärstads hembygdsförening är en hembygdsförening belägen i Tjärstads socken i Kinda kommun, Östergötlands län.

## Historia
Tjärstads Hembygdsförening bildades år 1981 med Anders Bönner som första ordförande och har sitt huvudfokus på Rimforsa. Under de första fem åren hyrde föreningen JUF:s lokal på Strandpromenaden, men har därefter saknat en egen lokal varför aktiviteter främst hålls utomhus under sommarhalvåret.

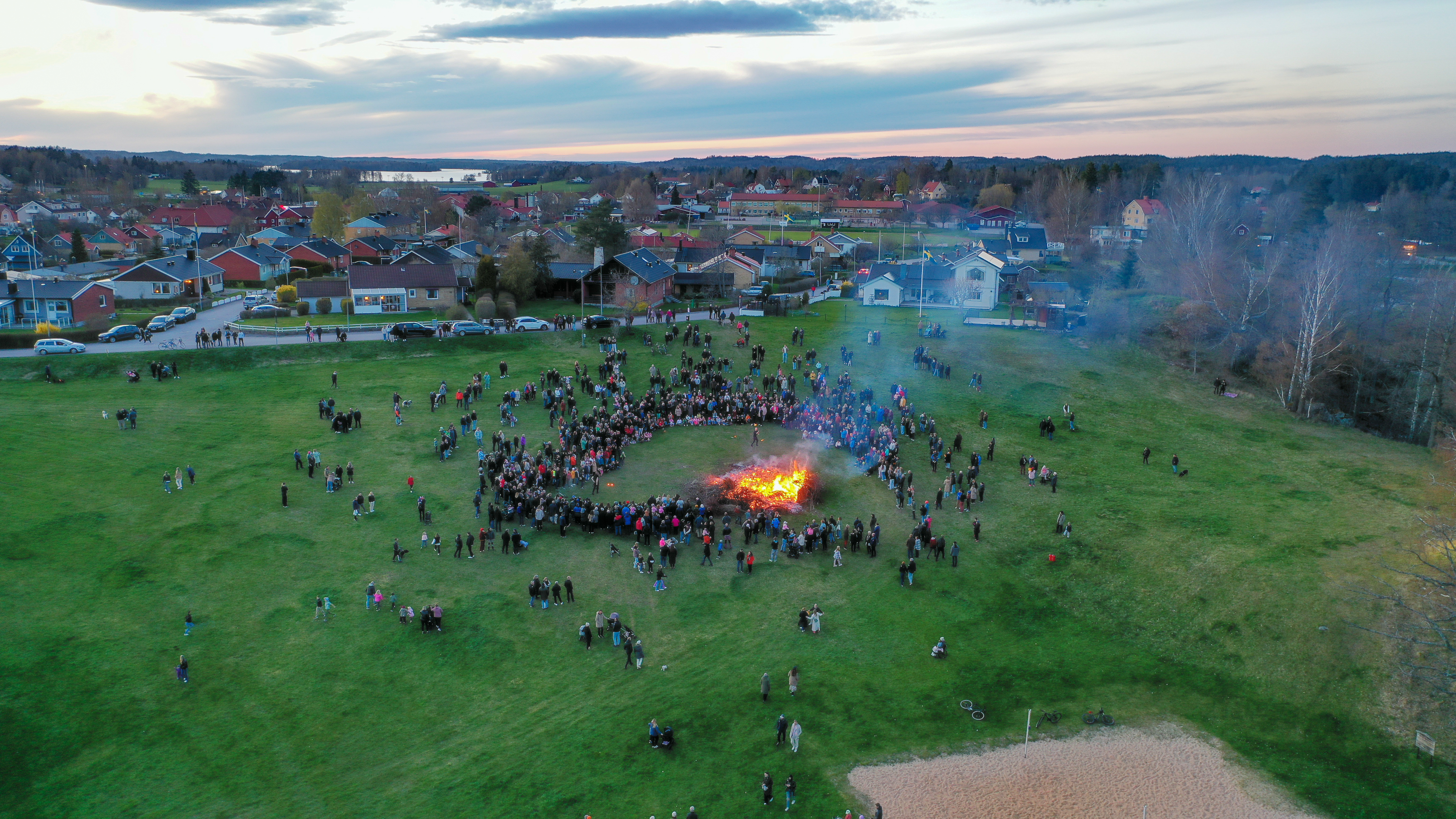
Valborgsmässofirande i Rimforsa 2023

## Verksamhet
Då föreningen saknar egen lokal hålls aktiviteterna främst utomhus. Under sommarhalvåret, en kväll i veckan, hålls guidade besök på historiska platser i Tjärstad, där personer med lokal kännedom berättar om platsens historia och människor. Dessa träffar är populära och välbesökta. Andra återkommande aktiviteter inkluderar slåtter på Hallstad ängar, Valborgsfirande vid Åsundens strand och berättarkvällar på Tignemåla skola. 
På hösten arrangeras istället föreläsningar inomhus som ofta kopplar till bygden.
Föreningens mål är att värna om hembygdens natur och kulturarv, särskilt vid förändringar i samhället. Därför lämnar föreningen alltid synpunkter vid samråd om översiktsplaner och liknande. Mellan 1985 och 1988 arrangerades Rimforsadagen fyra gånger med olika teman, som "Hantverk i hushåll, jord och skog" (1985), "Framtidsvägar i Rimforsa" (1986), "Rimforsa 7 000 år" (1987) och "Hela Kinda ska leva – leve Rimforsa!" (1988). På dessa dagar fanns utställningar, uppträdanden och veteranbils- och båtsparader.
2023 uppgick medlemsantalet i föreningen till 225.

## Styrelse

### Ordföranden genom åren
Föreningens ordförande har sedan dess start varit:
- Anders Bönner (1981-1987)
- Gösta Borg (1987-2006)
- Nils-Gunnar Wenhov (2006-2021)
- Carl Deltén (2021-)

## Hembygdspriset
Sedan 1989 har föreningen vid årsmötet varje år delat ut ett hembygdspris till en eller flera personer som gjort något speciellt för bygden. Priset är en avgjutning i malm av en hästbjällra som använts vid Hallstad säteri.
| År   | Pristagare                             | Motivering |
| ---- | -------------------------------------- | --- |
| 1989 | Börje Falk                             | Tignemåla skolmuseum |
| 1990 | Ingrid och Harald Lindblom             | Monstugan |
| 1991 | Iréne Lundberg                         | Törneviks handelsbod |
| 1992 | Paul Aineström                         | För forskning och dokumentation om bygden |
| 1993 | Else och Anders Bönner                 | För forskning och publicering av bygdens historia |
| 1994 | Hans Vaernéus                          | Kinda kanals Veteranbåtklubb samt Bil- och båtmuséet i Rimforsa. |
| 1995 | Berit och Lennart Andersson            | För samlingar i Tjärstad kyrka, Kalle Stinas grav m.m. |
| 1996 | Carl-Axel Bengtsson                    | Lien och slåttern |
| 1997 | Ingwar Nilsson                         | Bygdehistoria och historieberättande |
| 1998 | Harriet och Anton Fahlström            | För ett levnadsätt i samklang med djur och natur. |
| 1999 | Elsie och Torbjörn Johansson           | För engagerande kulturbevarare av hantverkstraditioner |
| 2000 | Christer Svensson                      | För bevarande av gamla kulturlandskapet vid Grythult. |
| 2001 | Karl-Gustav Skoglund                   | För foto- och videodokumentation av bygden i Tjärstad |
| 2002 | Claes-Göran Nilsson                    | Som initiativtagare till nya Opphemsvägen – Björnstigen |
| 2003 | Maj Carlsson                           | För sin berättarkonst, dokumentation om Bekarp och sitt gårdsmuseum. |
| 2004 | Inga Lis Jonsson                       | För sin forskning, dokumentation av gamla seder bruk och för sin efterforskning om Kalle-Stinas mammas livsöde                                                                                                 |
| 2005 | Margareta och Bengt-Göran Björk        | För renovering av fabriksbyggnaden i Hallstad som de tillsammans återställt i ursprungligt skick |
| 2006 | Peter Fall                             | För bevarande av Asta Falls omfattande fotodokumentation. |
| 2007 | Gösta Borg                             | Då han var föreningens ordförande 1987-2006 och för sina stora insatser i föreningen. |
| 2008 | Eric Bergman                           | För sin användning av gamla tekniker vid den varsamma renoveringen av den stuga på hjul, som var bostad för Kalle-Stina och hans mor.                                                                          |
| 2009 | Bertil Samuelsson                      | För sin berättarglädje och för den glädje han sprider genom dikter, sång och musik. |
| 2010 | Gun Axelsson                           | För hennes stora och djupa kunskap om Tjärstads sockens människor, verksamheter och byggnader. |
| 2011 | Karl-Olov Karlsson                     | För hans mångåriga hembygdsarbete |
| 2012 | Siv och Kaj Dahlskog                   | För deras entusiasm och smittande engagemang i torpinventeringar såväl på 1980-talet som 2009-2011. |
| 2013 | Gunnar Hultman                         | För hans mångåriga arbete med Tjärstaddagen, ett årligt hembygdsarrangemang i fält för Rimforsa skola. |
| 2014 | Rimforsa bio                           | För deras mångåriga, engagerade och ideella arbete för en levande bio Rimforsa. |
| 2015 | Carl-Jan Kälevall                      | För muntligt berättande med lokala historier och levnadsöden |
| 2016 | Maj-Lis Persson                        | För hennes drivande roll i Hållbart Rimforsa |
| 2017 | Inger Falk                             | För hennes mångåriga, engagerade och nästintill outtröttliga hembygdsinsatser och genom skolmuseet och alla berättarkvällar i Tignemåla skola                                                                  |
| 2018 | Sofia Fälth                            | För bevarande och förmedlande av bygdens kulturarv genom bl a fiolspel och sång. |
| 2019 | Rimforsa biodlarförening               | För att de med sitt flitiga arbete med de små samhällena värnar om det stora samhällets fortlevnad. |
| 2020 | Familjerna Fält och Bergman (2 priser) | För omsorgsfullt förvaltande och bevarande av byggnader och kulturlandskap vid Schedevi slott och Skedevid säteri.                                                                                             |
| 2021 | Ingen utdelning                        | |
| 2022 | Karl-Henrik Pettersson                 | För efterforskning och publicering av gården Grovedas historia 1786-1950 och publicering av sina uppväxtminnen från Gärdala by 1945-1955.                                                                      |
| 2023 | Friluftsfrämjandet Kinda               | För att en slumrande förening i Rimforsa väckts till liv igen och numera med sin breda verksamhet erbjuder äventyr i vår närmiljö som skapar ett natur- och lokalhistoriskt intresse hos främst barn och unga. |
| 2024 | Anders Wing                            | För dokumentation av Wärna by med omnejd, tillgängliggjord för alla på en hemsida. |
| 2025 | Kjell Holmström                        | För sitt initiativ till framtagande av en ny Rimforsabok. |

## Rimforsaboken
Hösten 2024, efter 2 års arbete, gav hembygdsföreningen ut fortsättningen på boken "Rimforsa - Samhälle med historia" med namnet "Rimforsa - Samhälle i förändring". Boksläppet skedde i November 2024 på Schedevi Slott.